# Forge de Rybalski
Forge de Rybalski est un chantier naval à Kiev (russe : Кузница на Рыбальском, ukrainien : Кузня на Рибальському) est un chantier naval et l'une des plus anciennes usines de la ville.
Il est situé sur le Dniepr et fut ouvert par l'ingénieur Fyodor Gregorevitch Donat en 1862 et rebaptisée Usine de fabrique de machines de Kiev puis en 1924 Chantier naval Lénine.

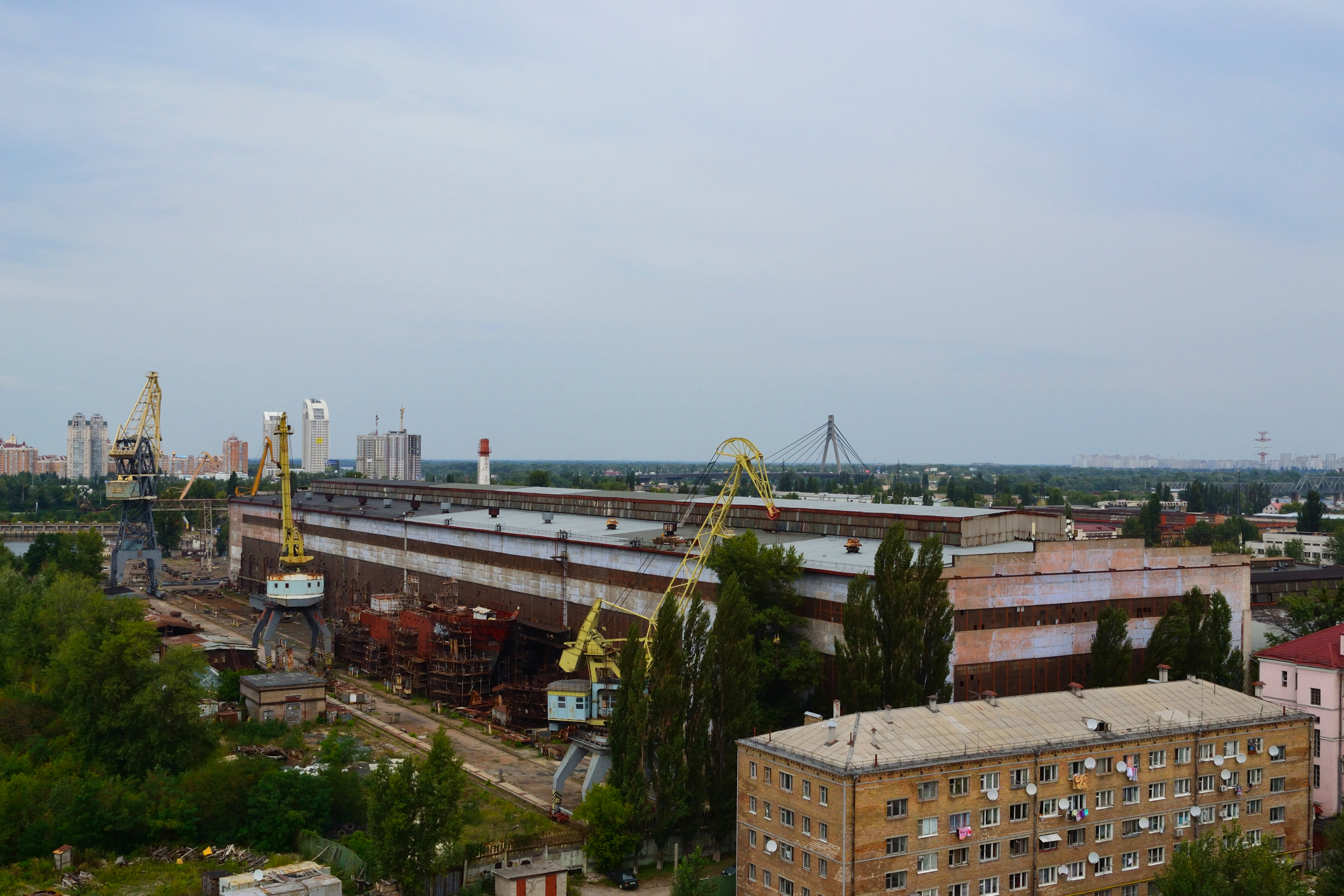
Ses bâtiments.

Avec l'indépendance, l'usine appartint aux oligarques Petro Porochenko et Igor Kononenko puis en 2017 à Serhiï Tihipko.

## Constructions
EN 2015 il construisait les véhicules militaires Tryton et Arbalète ; puis les navires Classe Gyurza-M.

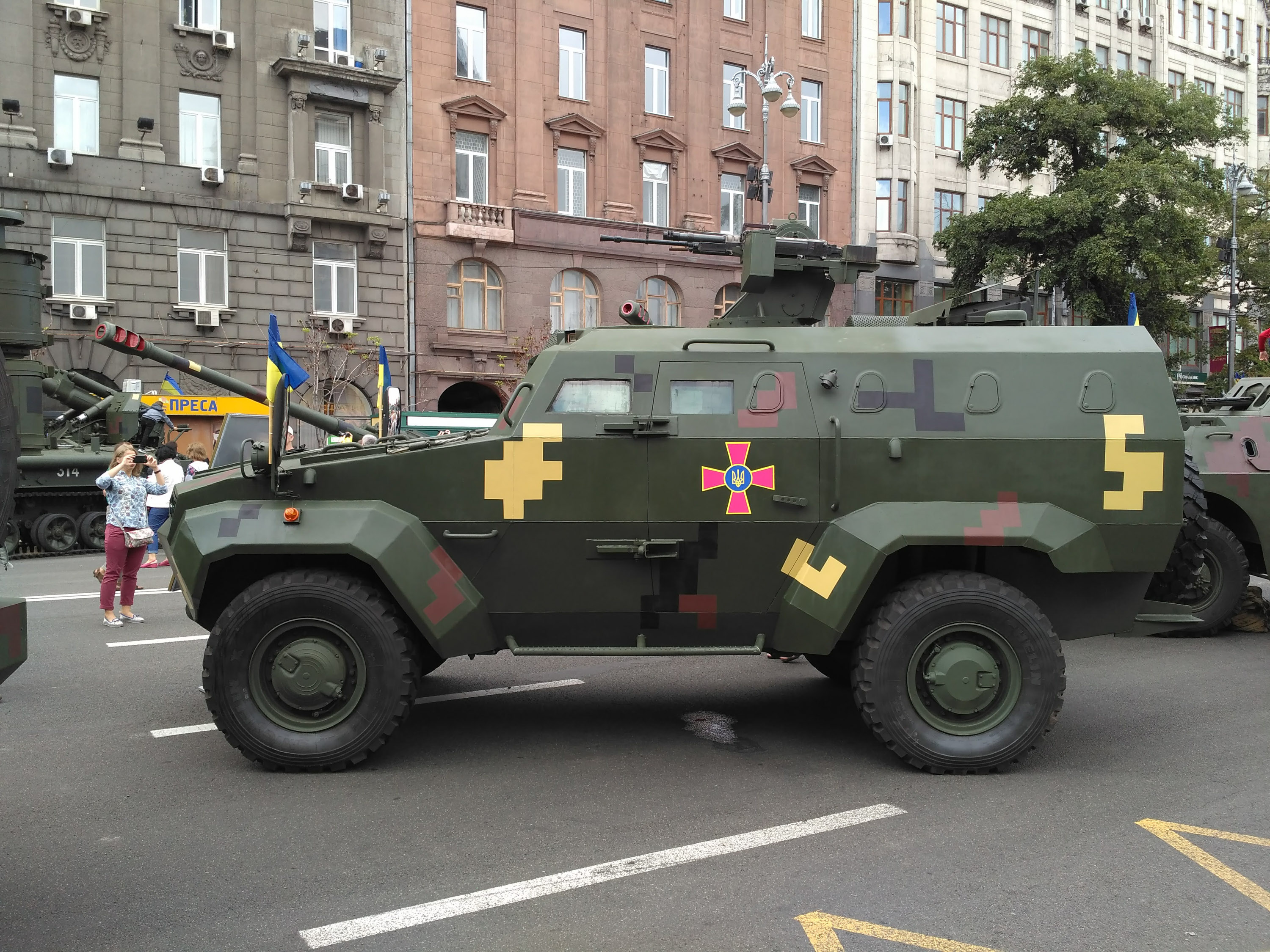
Un véhicule Triton.
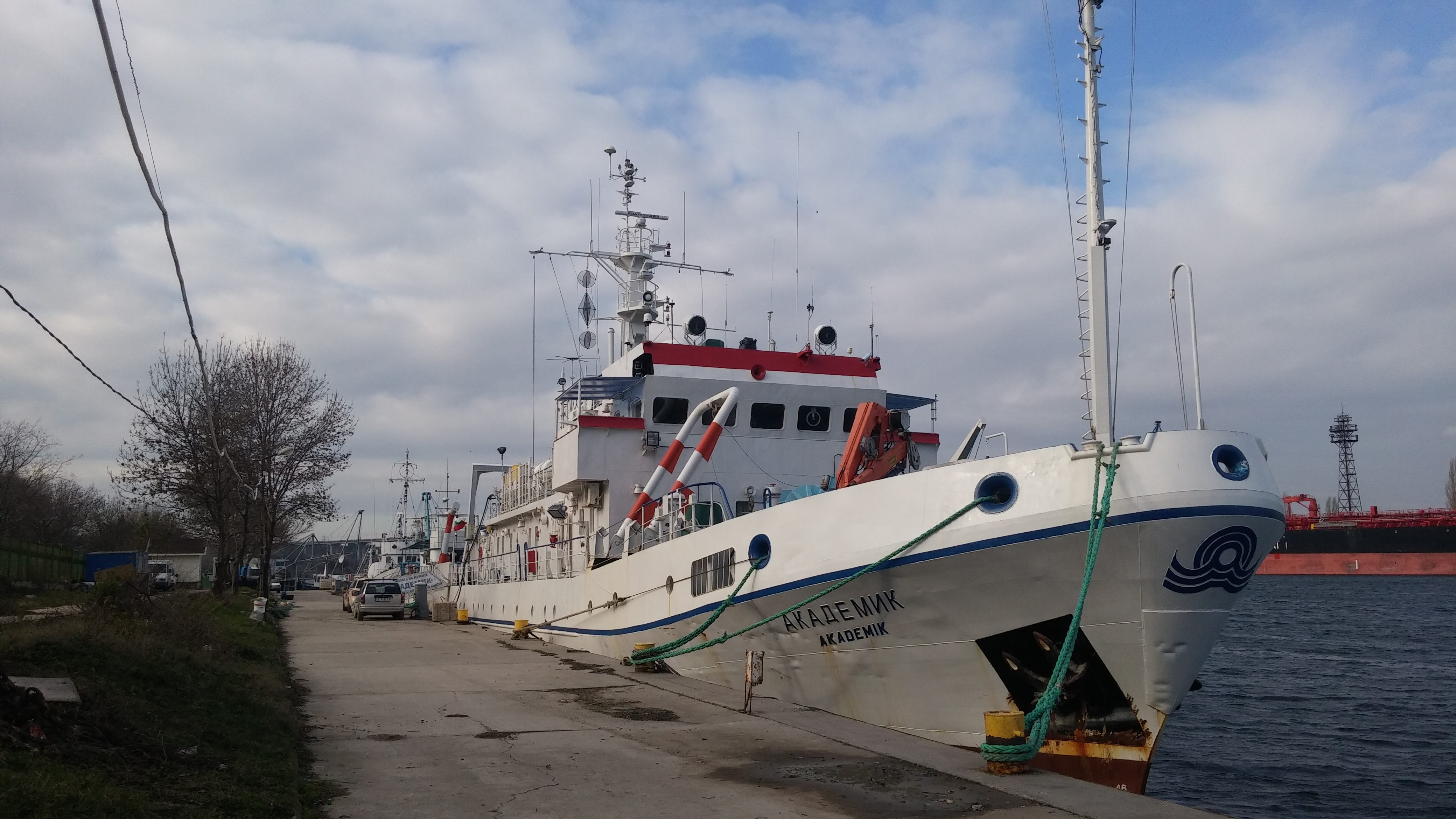
Le Akademik,
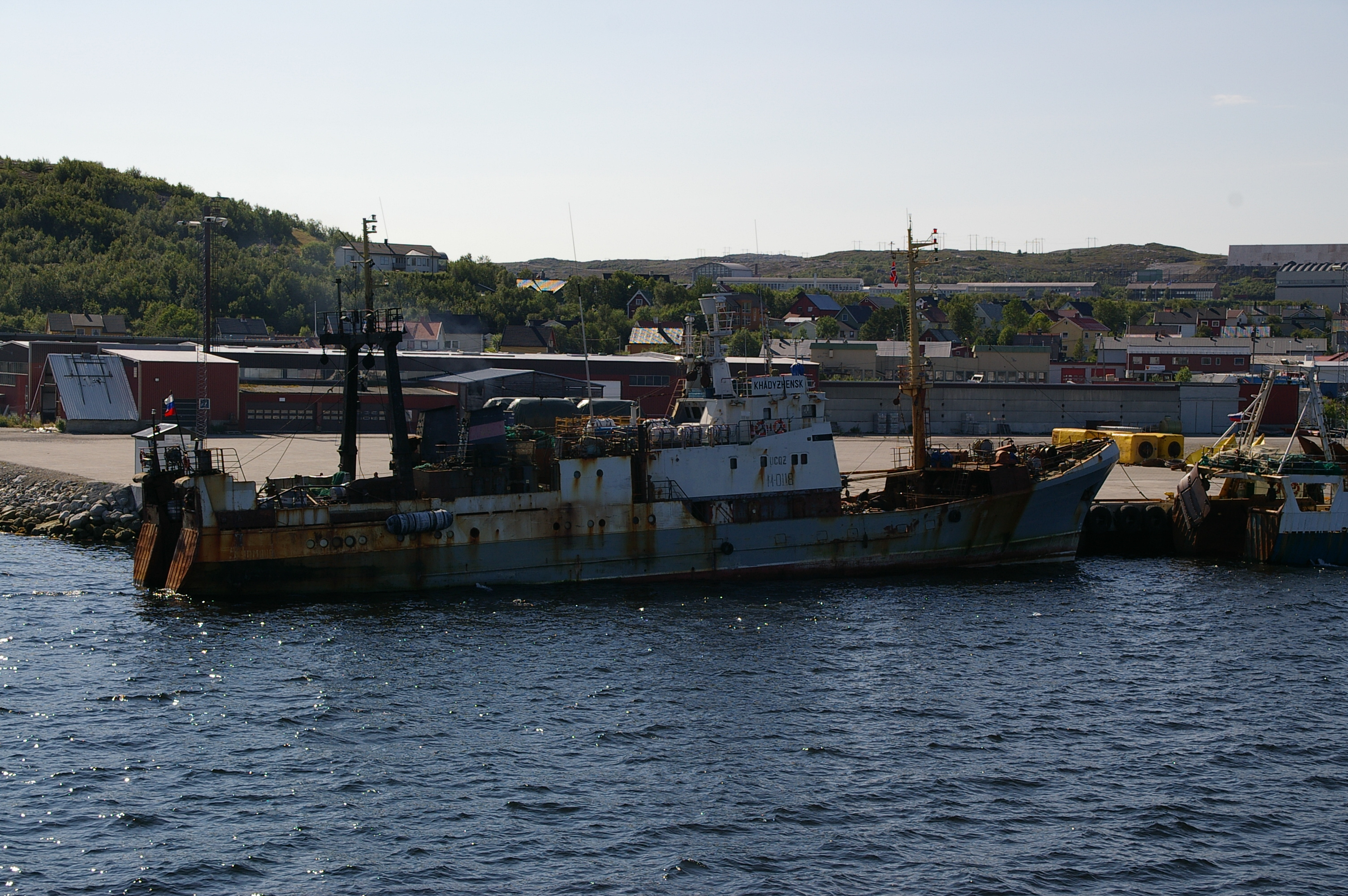
le Khadyjensk,
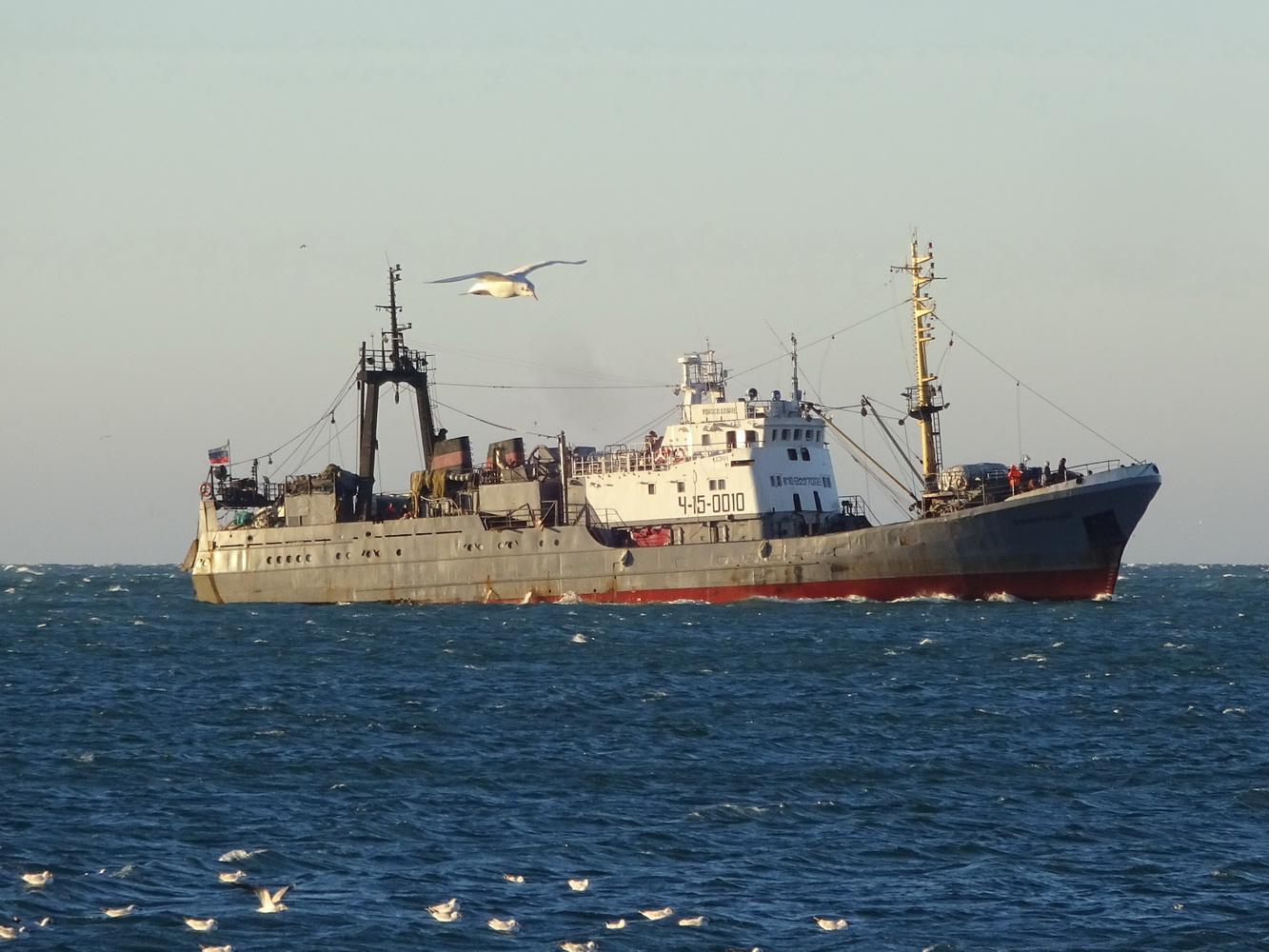
le Vinogradnoye,
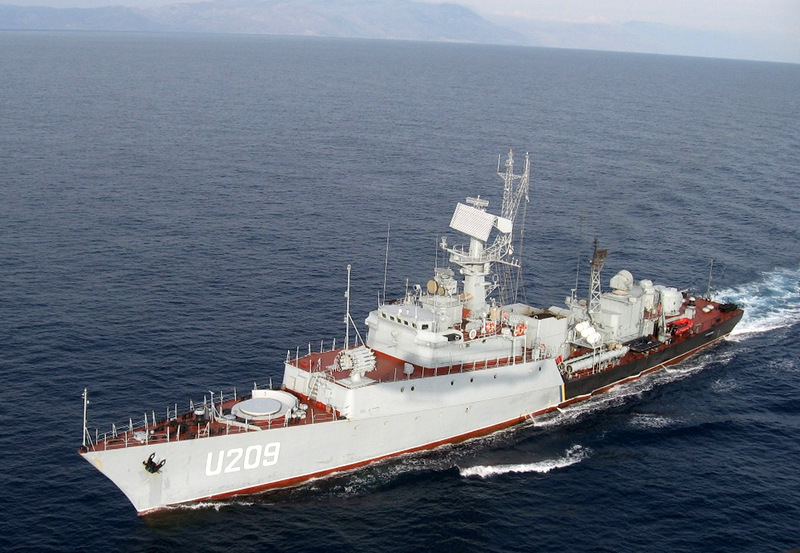
le Ternopil,
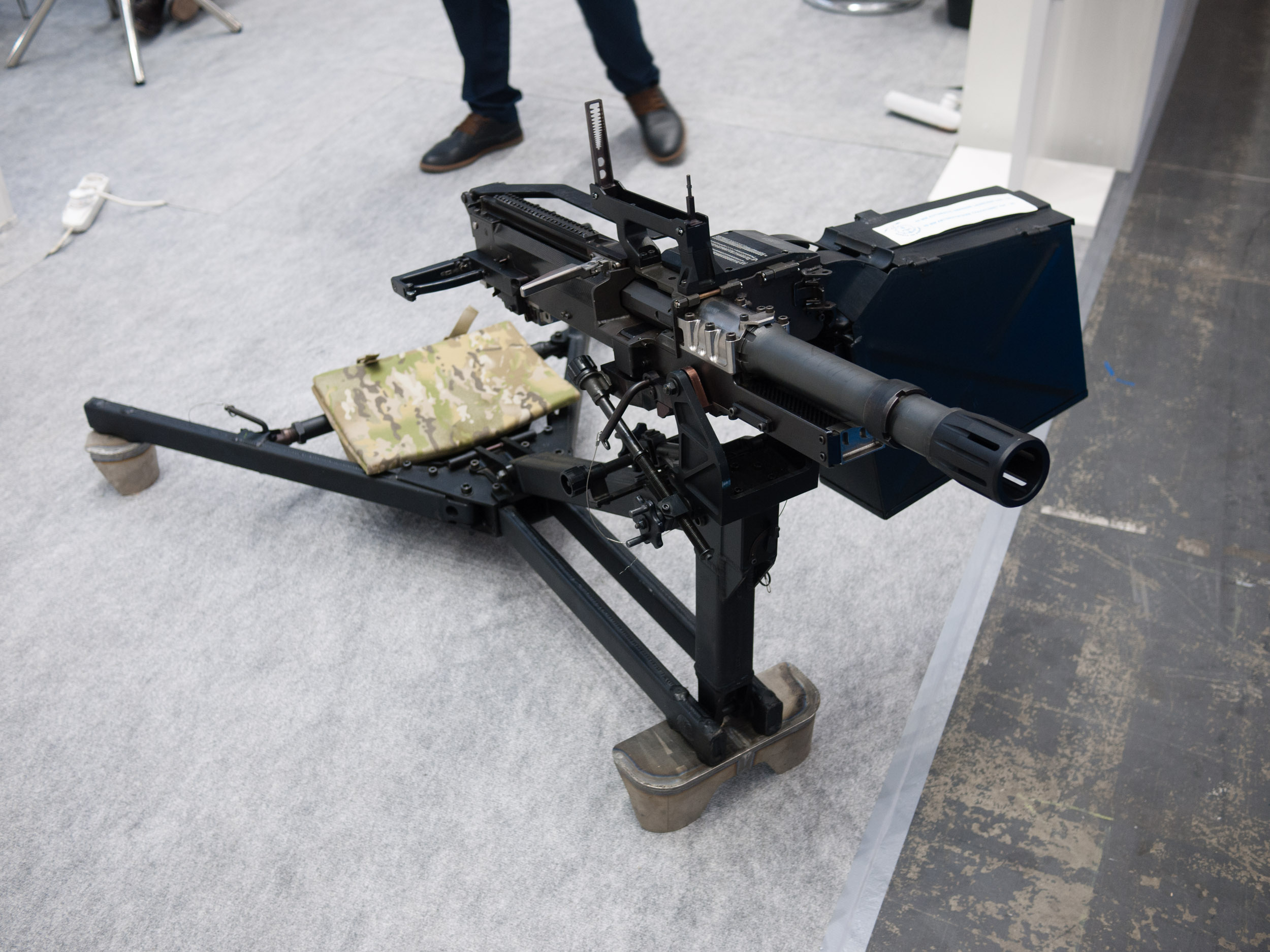
Une UAG-40